# Jamus
Jamus is een bestuurslaag in het regentschap Demak van de provincie Midden-Java, Indonesië. Jamus telt 3839 inwoners (volkstelling 2010).